# Laura González Álvarez
Laura de la Paz Mercedes González Álvarez (ur. 9 lipca 1941 w Avilés) – hiszpańska polityk, samorządowiec, minister w rządzie Asturii, od 1993 do 2003 deputowana do Parlamentu Europejskiego III, IV i V kadencji.

## Życiorys
Kształciła się w zakresie pielęgniarstwa. Pracowała w Szpitalu im. Św. Augustyna w Avilés. Była radną tej miejscowości, a także deputowaną i przewodniczącą parlamentu Asturii (Junta General del Principado de Asturias).
W 1993 z ramienia Zjednoczonej Lewicy objęła mandat posłanki do Parlamentu Europejskiego. W wyborach w 1994 i w 1999 uzyskiwała reelekcję na kolejne kadencje. Była członkinią Konfederacyjnej Grupy Zjednoczonej Lewicy Europejskiej i Nordyckiej Zielonej Lewicy (od 1994 do 1999 jako jej wiceprzewodnicząca). Pracowała w Komisji Ochrony Środowiska, Zdrowia i Ochrony Konsumentów oraz w Komisji Petycji. W PE zasiadała do 2003.
Zrezygnowała na rok przed końcem kadencji w związku z objęciem stanowiska ministra mieszkalnictwa, spraw społecznych i infrastruktury w regionalnym rządzie wspólnoty autonomicznej Asturii. Urząd ten sprawowała do 2007.